# Rupert Davies
Rupert Lisburn Gwynne Davies (n. 22 mai 1916 – d. 22 noiembrie 1976) a fost un actor englez de film și TV.